# Магомаев, Гусейн Сайгидович
Гусейн Сайгидович Магомаев (4 января 1951, с. Кахиб, Советский район, Дагестанская АССР, РСФСР, СССР) — заслуженный тренер Республики Дагестан, заслуженный тренер России, художник, философ, педагог, мастер боевых искусств.

## Биография

### Карьера художника
Учился в Буйнакске, в 1972 году закончил Дагестанское художественное училище им. М. А. Джемала. С 1983 года – участник множества художественных выставок в стране и за рубежом. В 1984 году вместе со своей женой Ольгой Николаевной Магомаевой (дев. Сидорова) в Дагестане создаёт студию художественной и физической пластики, ставшую впоследствии базой для создания школы боевых искусств «Пять сторон света». С 1986 года создаёт персональные выставки в различных регионах Дагестана, в Ленинграде, Москве, Тбилиси, Вологде и других городах России и ближнего зарубежья. Член союза художников СССР, обладатель Гран-При на биеннале графики в Гаване, лауреат премии комсомола Дагестана.

### Карьера тренера
С 1968 года Гусейн Магомаев занимается тренерской и спортивной деятельностью. Он является основателем каратэ в Дагестане. Работал старшим тренером сборной Дагестана и РСФСР. За короткий срок команда по каратэ Дагестана и РСФСР завоевала первые места, кубки и переходящие призы. В 1996 году на базе художественной студии им была создана Республиканская авторская школа боевых искусств «Пять сторон света» при министерстве образования Республики Дагестан.

## Известные воспитанники
- Джанхуват Белетов
- Муслим Салихов
- Тимур Магомедов
- Расул Чотанов
- Адам Хачилаев
- Рамазан Рамазанов
- Арсен Билалов
- Тимур Арсланбеков
- Назир Шандулаев
- Забит Магомедшарипов
- Бозигит Атаев
- Магомедтагир Магомедов
- Тимур Магомедов